# Donji Volar
Donji Volar (szerbül: Доњи Волар, egykor Volar Srpski), szerb falu Bosznia-Hercegovinában, Bosanska krajina területén, Prijedor községben, a Szerb Köztársaságban. A település neve többször változott, így 1921-ben a Volar Srpski, 1948-ban pedig a Volar nevet kapta.

## Fekvése
Bosznia-Hercegovina északnyugati részén, Banja Lukától légvonalban 54, közúton 68 km-re nyugat-északnyugatra, községközpontjától légvonalban 12, közúton 15 km-re nyugatra, a Volar-patak völgyében, valamint a környező dombvidéken, 130 – 250 méteres tengerszint feletti magasságban fekszik. Szórvány típusú település, tíz falucskából áll, amelyeket a bennük lakó családok vezetékneveiről neveztek el. Hét település található a Szana bal oldali mellékfolyója, a Volar széles völgyének bal, három pedig a jobb oldalán. A falvak többsége a völgyoldalak magasabb részein található, 220 m magasságig, és csak Sonader falucska található a völgy alján, mintegy 150 méteres tengerszint feletti magasságban. A falutól délre menő helyi út köti össze Prijedor városával.

## Népessége
| Nemzetiségi csoport | Népesség 1991 | Népesség 2013 |
| ------------------- | ------------- | ------------- |
| Szerb               | 287           | 154           |
| Bosnyák             | 2             | 0             |
| Horvát              | 50            | 8             |
| Jugoszláv           | 4             | 0             |
| Egyéb               | 1             | 2             |
| Összesen            | 344           | 164           |

## Története
A település 1878-ig tartozott az Oszmán Birodalomhoz, ekkor a berlini kongresszus határozata alapján az Osztrák-Magyar Monarchia része lett. 1910-ben Volar Srpski településen 86 háztartást, 491 ortodox szerb és 54 katolikus lakost találtak. A monarchia szétesésével 1918-ben előbb a Szerb-Horvát-Szlovén Királyság, majd 1929-től a Jugoszláv Királyság része. 1921-ben a községnek 106 háztartása és 697 lakosa volt. Jugoszlávia megszállása után a falu a Független Horvát Állam (NDH) része lett. 
1945-től a település a szocialista Jugoszlávia része volt. Donji Volar 1963-ig Ljubija község része volt. A boszniai háború idején a település a Boszniai Szerb Köztársasághoz tartozott. A daytoni békeszerződést követő területfelosztásnál a település Prijedor község részeként a Szerb Köztársaság területéhez került.

## Nevezetességei
Ortodox temploma a temető mellett áll. Egyhajós, keletelt épület, félköríves apszissal és a nyugati homlokzat felett emelkedő harangtornnyal.